# Журава
Журава (укр. Журава) — село на Украине, находится в Липовецком районе Винницкой области. В окрестностях села находится песчаный карьер.
Код КОАТУУ — 0522280602. Население по переписи 2001 года составляет 342 человека. Почтовый индекс — 22524. Телефонный код — 4358.
Занимает площадь 1,44 км².

## Адрес местного совета
22524, Винницкая область, Липовецкий р-н, с. Вахновка, ул. 60-летия Октября, 30, тел. 3-93-14.

## Галерея
- У входа в лес
- Пейзаж на берегах Ольшанки
- Добыча песка